# Farrokhroo Parsa
Farrokhroo Parsa ( en persa: فرخرو پارسا‎;Qom, 24 de marzo de 1922 - 8 de mayo de 1980) fue una médica, educadora y parlamentaria iraní. Fue ministra de Educación durante el gobierno de Amir Abbas Hoveida y la primera mujer ministra. Parsa fue una defensora de los derechos de las mujeres en Irán. Parsa fue ejecutada por un pelotón de fusilamiento el 8 de mayo de 1980 en Teherán, al comienzo de la Revolución iraní.

## Trayectoria

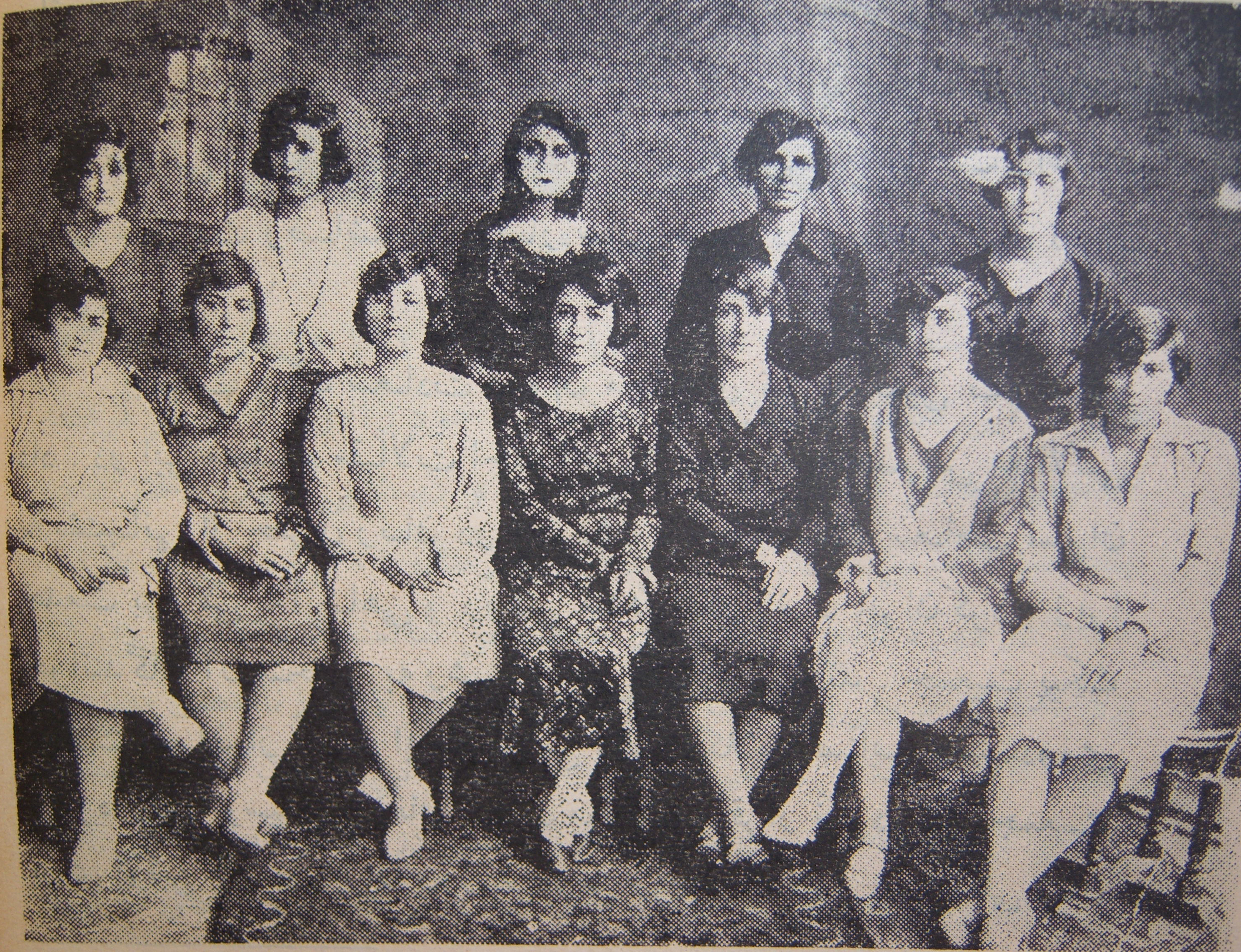
Junta de la Asociación de Mujeres Patrióticas (Jam'iyat-e Nesvan-e Vatankhah), Teherán, 1922-1932. Sentada en el extremo izquierdo está FakhrAfagh Parsa, madre de Farrokhroo Parsa.

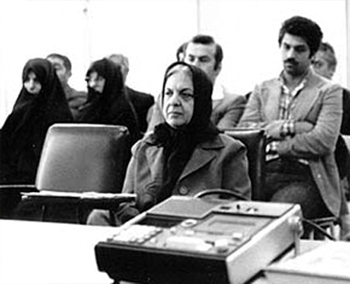
Farrokhroo Parsa, ante un tribunal revolucionario, 1979

Farrokhroo Parsa nació el 24 de marzo de 1922 en Qom, hija de Farrokh-Din y Fakhr-e Āfāgh Pārsāy. Su madre, Fakhr-e Āfāgh, era editora de la revista femenina Jahān-e Zan y firme defensora de la igualdad de género y de las oportunidades educativas para las mujeres. Su postura en estos temas encontró la oposición de los sectores conservadores lo que llevó al destierro de la familia por el gobierno de Ahmad Qavām, de Teherán a Qom, donde Fakhr-e Āfāgh fue puesta bajo arresto domiciliario. Fue aquí donde nació Farrokhroo, unos minutos después de la medianoche de la víspera del Año Nuevo iraní de 1922 ( Nouruz, 1301). Tras la intervención del primer ministro Hasan Mostowfi ol-Mamalek, se permitió a su familia regresar a Teherán.
Tras obtener su título de medicina, Parsa se convirtió en profesora de biología en la Escuela Secundaria Jeanne d'Arc de Teherán. En la escuela conoció a Farah Diba, una de sus alumnas, y que más tarde se convertiría en esposa del rey Mohammad Reza Pahlavi. 
En 1963, Parsa fue elegida miembro de la Asamblea Consultiva Islámica donde comenzó a solicitar a Reza Pahlavi el sufragio para las mujeres de Irán. También fue una fuerte impulsora de la legislación que modificó las leyes sobre la mujer y la familia. En 1965, Pārsā fue nombrada Viceministra de Educación y el 27 de agosto de 1968 pasó a ser Ministra de Educación en el gabinete del Amir-Abbas Hoveyda. Fue la primera vez en la historia de Irán que una mujer desempeñó el cargo de ministra.
Tras la Revolución iraní, Parsa fue arrestada y juzgada por el Tribunal Revolucionario Islámico. Los cargos fueron "saquear el tesoro nacional", "causar corrupción y difundir la prostitución" en el Ministerio de Educación, "colaborar con el SAVAK ", "despedir a los educadores militantes del Ministerio de Educación" y "participar en la aprobación de leyes antipopulares". Aunque se le permitió declarar en su defensa en la segunda sesión de su juicio, no hay pruebas de que se le permitiera interrogar a quienes testificaron contra ella. Tampoco son mencionados los testigos de la defensa. Parsa fue ejecutada por un pelotón de fusilamiento el 8 de mayo de 1980 en Teherán.
En su última carta desde la cárcel, Farrokhroo Parsa escribió a sus hijos: «Soy médico, así que no tengo miedo a la muerte. La muerte es sólo un momento y nada más. Estoy dispuesta a recibir la muerte con los brazos abiertos antes que vivir avergonzada porque me obliguen a llevar velo. No voy a doblegarme ante quienes esperan que exprese mi arrepentimiento por cincuenta años de esfuerzos en favor de la igualdad entre hombres y mujeres. No estoy dispuesta a llevar el chador y retroceder en la historia».
Su sucesor como ministro de Educación de Irán, Manouchehr Ganji, otro ministro antes de la revolución islámica, expresó su sorpresa por su ejecución: era "una dama, [...]doctora, una médica competente que mantenía buenas relaciones en el Ministerio con revolucionarios como Beheshti, Bahonar y Rejaii". Durante su mandato como ministra de Educación, Beheshti, Bahonar y Mohammed Mofatteh estaban en la nómina del ministerio. Ellos tres fueron importantes en la Revolución Islámica años después. Con la financiación de su ministerio, Beheshti estableció el Centro Islámico de Hamburgo y Bahonar estableció algunas escuelas públicas islámicas en Teherán.